# Fabas (Tarn i Garonna)
Fabas – miejscowość i gmina we Francji, w regionie Oksytania, w departamencie Tarn i Garonna.
Według danych na rok 1990 gminę zamieszkiwały 314 osoby, a gęstość zaludnienia wynosiła 50 osób/km² (wśród 3020 gmin regionu Midi-Pireneje Fabas plasuje się na 753. miejscu pod względem liczby ludności, natomiast pod względem powierzchni na miejscu 1385.).

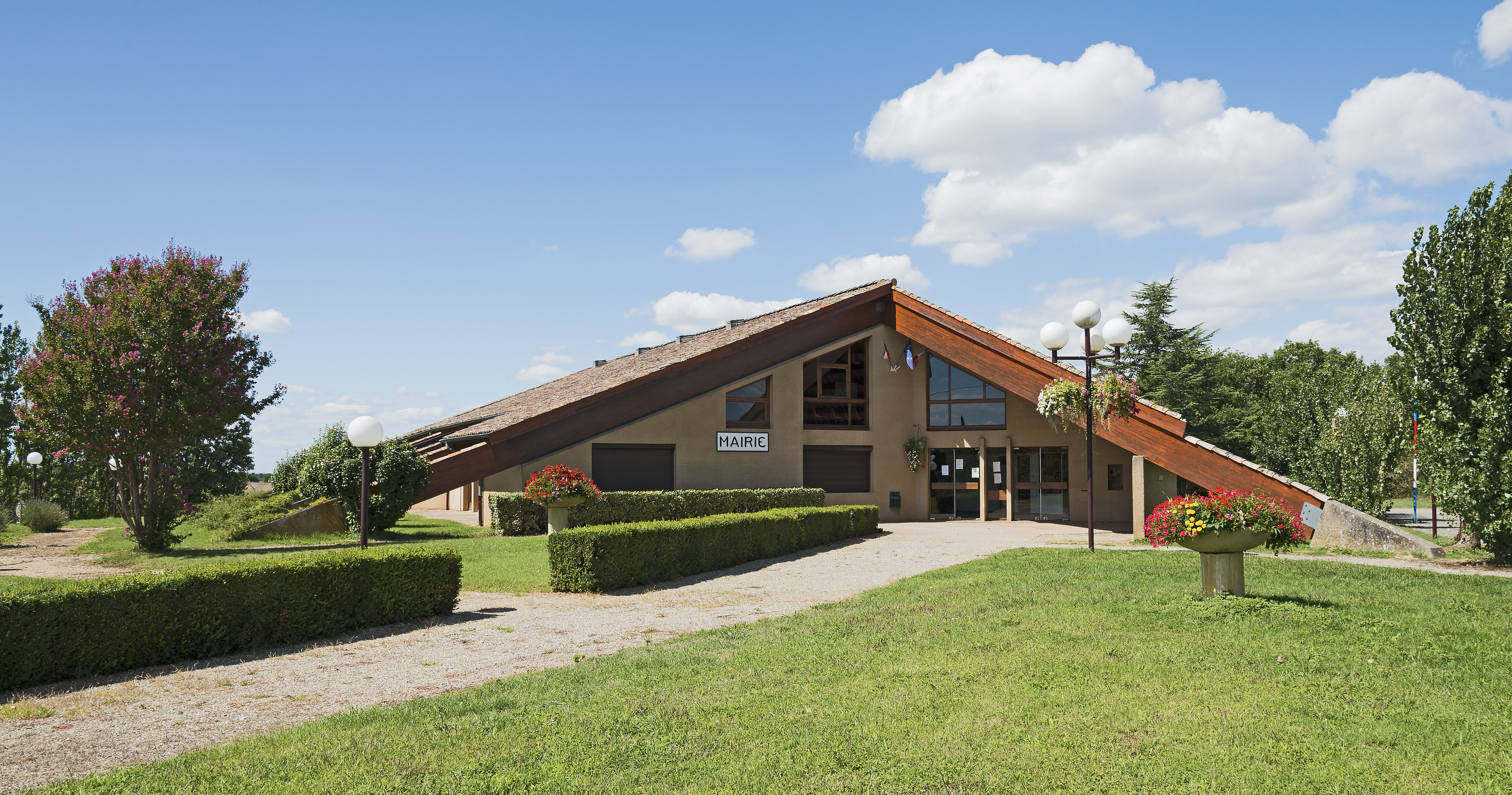
Ratusz.